# Engelbert Schücking
Engelbert Schücking (Dortmund, 23 de maio de 1926 – Greenwich Village, 5 de janeiro de 2015) foi um físico alemão.
Foi professor da Universidade de Nova Iorque. Seus interesses como pesquisador foram astrofísica, relatividade geral e cosmologia.

## Publicações selecionadas
- com Otto Heckmann: Other cosmological theories, in S. Flügge (Editor), Encyclopedia of Physics, Volume 53, 1959
- com Otto Heckmann: Relativistic Cosmology, in L. Witten Gravitation – an introduction to current research, Wiley 1962
- Cosmology, in Jürgen Ehlers (editor) Relativity theory and cosmology, American Math. Society 1967
- The Bianchi classification of 3 dimensional spatial symmetry groups by the method of Schücking, Seminar von Schücking, Vorlesungsnotizen von Wolfgang Kundt (1957), erstmals abgedruckt in George Ellis, Malcolm A. H. MacCallum, Andrzej Krasinski (Editores) Golden Oldies in General Relativity. Hidden Gems, Springer Verlag 2013 (mit Autobiographischer Note von Schücking)